# نوكيا لوميا 710
نوكيا لوميا 710 (بالإنجليزية: Nokia Lumia 710)‏ هو هاتف ذكي من نوكيا ضمن سلسلة لوميا يعمل بنظام ويندوز فون، تم طرحه في الأسواق في نوفمبر 2011.

## الخصائص[3]
- نظام التشغيل: ويندوز فون
- الشاشة: شاشة لمس 480×800 16 مليون لون
- الوزن: 126 غ (4.4 أونصة)
- المعالج: 1.4 جيجا هرتز
- الذاكرة: 8 جيجابايت